# Torre del Burgo
|  | No s'ha de confondre amb Torre de Burgo. |

Torre del Burgo és un municipi de la província de Guadalajara, a la comunitat autònoma de Castella-La Manxa.

## Demografia
| 1991 | 1996 | 2001 | 2004 | 2007 |
| ---- | ---- | ---- | ---- | ---- |
| 58   | 69   | 78   | 122  | 153  |